# 深南街道
深南街道，是中华人民共和国辽宁省鞍山市立山区下辖的一个乡镇级行政单位。2019年12月，撤销深南街道，下辖的9个社区成建制划入深沟寺街道。

## 行政区划
深南街道下辖以下地区：
深沟社区、向阳社区、静海社区、建设社区、健身社区、玉泉社区、朝阳社区、深南社区和正阳社区。